# 창평중학교
창평중학교(昌平中學校)는 대한민국 전라남도 담양군 창평면 창평리에 있는 공립 중학교이다.

## 학교 연혁
- 1968년 3월 11일 : 창평중학교 개교
- 1968년 5월 10일 : 초대 김창섭 교장 취임
- 2025년 1월 7일 : 제55회 26명 졸업(총 7,724명)
- 2025년 3월 1일 : 제23대 송영미 교장 부임

## 참고 자료
- 창평중학교 - 한국교육학술정보원 학교알리미